# Рогач Ніна Трохимівна
Ніна Трохимівна Рогач (1930, тепер Полтавської області — ?) — українська радянська діячка, новатор виробництва, фрезерувальниця Карлівського механічного заводу Карлівського району Полтавської області. Депутат Верховної Ради УРСР 6-го скликання.

## Біографія
Народилася в селянській родині. Батько помер у 1932 році.
У 1940-х роках закінчила семирічну школу та ремісниче училище у місті Харкові.
Трудову діяльність розпочала робітницею Харківського тракторного заводу (ХТЗ) імені Серго Орджонікідзе.
З 1958 року — фрезерувальниця Карлівського механічного заводу міста Карлівки Полтавської області. Ударник комуністичної праці.

## Нагороди
- ордени
- медалі